# Rudolf Illový
Rudolf Illový (20. prosince 1881 Zásmuky – 16. ledna 1943 Terezín) byl český židovský úředník, publicista, básník a překladatel německé poezie, oběť holocaustu.

## Život
Narodil se v rodině židovského obchodníka Leopolda Illového (1857) a jeho manželky Josefy, rozené Stasny. Měl bratry Oskara (1888–1942), Gustava (1891–1944) a sestru Ernestinu, provdanou Makovcovou.
Studium na pražském reálném gymnáziu ukončil maturitou roku 1901. Poté byl zaměstnán jako bankovní úředník (v pražské eskomptní bance a v úvěrovém ústavu). Byl aktivním sociálním demokratem a přispíval do Práva lidu.
Dne 28. července 1912 se v Praze oženil; manželka Milena (též psána Ludmila), rozená Mautnerová (1888–1944) byla novinářka, pracovnice v ženském hnutí, překladatelka z němčiny, angličtiny a italštiny (mezi jiným přeložila historický román Adalberta Stiftera Vítek – vydal A. Svěcený, 1926).

### Vyvraždění rodiny
Rodiče Rudolfa Illového zemřeli před příchodem nacistů k moci. Bratr Oskar Illový byl 9. ledna 1942 transportován do Rigy, kde zahynul. Rudolf Illový zemřel v Terezíně 16. ledna 1943 na zápal plic. Bratr Gustav Illový byl 28. září 1944 transportován z Terezína do Osvětimi, kde zahynul. Sestra Ernestina byla internována v Terezíně. Manželka Ludmila byla transportována 19. 10. 1944 z Terezína do Osvětimi, kde zahynula.

## Dílo
Dílo Rudolfa Illového bylo ovlivněno jeho sociálním cítěním a sympatiemi k dělnické třídě. Víc než vlastní básnickou tvorbu, hodnocenou spíš jako sentimentální, bez původního stylu, oceňuje kritika jeho pořadatelskou práci na sbornících sociální poezie.

### Deníky a časopisy
Rudolf Illový publikoval své básně časopisecky, např. v Besedách Času, časopise Svět a dalších. V letech 1901–1938 přispíval svými verši, překlady a úvodníky do Práva lidu.

### Překlady
Z němčiny překládal básně dělnických básníků, dále Heinricha Heineho a Richarda Dehmela (1863–1920). Z češtiny do němčiny přeložil Tyrolské elegie Karla Havlíčka Borovského.
- Poklad – Franz Gaudy; in: 1000 nejkrásnějších novel... č. 93. Praha: J. R. Vilímek, 1916

### Vlastní díla
- Květy odboje: verše – Praha: vlastním nákladem, 1903 a 1904
- Kročeje: verše – Praha: Otakar Janáček, 1908
- V koncertní síni – in: Besedy času č. 18, r. 1908, s. 141
- Mír duší – in: Svět 28. 3. 1918, s. 339
- Z rodinné historie – Praha, Kapper, 1930

### Uspořádal
- Výbor z české sociální poesie – Praha: Dělnická akademie, 1922
- Československá poesie sociální: antologie československých básní rázu sociálního – Praha: Antonín Svěcený, 1925[6]
- Pochodně I., Zápasy a touhy: výbor ze sociální poesie české i zahraničí, rozdělen podle témat a zaměřen pro recitaci – Praha: A. Svěcený, 1935
- Pochodně II., České balady sociální – Praha: A. Svěcený, 1937
- Sociální poesie česká a slovenská 1918–1948: antologie českých a slovenských básní rázu sociálního – doplnil a doslov napsal Karel Polák. Praha: Dělnické nakladatelství, 1948